# Ni Ophiuchi
Ni Ophiuchi – gwiazda położona w gwiazdozbiorze Wężownika. Jest ona pomarańczowym olbrzymem wczesnego typu widmowego K, o obserwowanej wielkości gwiazdowej +3,34m, więc jest widoczna gołym okiem. Tworzy ona prawą dłoń postaci Wężownika (Asklepiosa), którą trzyma on Węża.

## Charakterystyka
Gwiazda znajduje się na niebie tuż przy granicy Wężownika z Ogonem Węża. Gwiazda ma ok. 400 mln lat, masę trzykrotnie większą od Słońca i ponad 100 razy większą jasność. Modele ewolucji gwiazd wskazują, że zanim stała się olbrzymem, była gwiazdą ciągu głównego należącą do typu B8.
Wokół gwiazdy krążą dwa brązowe karły, oznaczone zgodnie z konwencją nazywania planet pozasłonecznych Ni Ophiuchi b i c.